# Interlands Slowaaks voetbalelftal 2010-2019
Deze pagina toont een gedetailleerd overzicht van de interlands die het Slowaaks voetbalelftal heeft gespeeld in de periode 2010 – 2019.

## Interlands

### 2010
|                                                              |           |                      |           |                                                                                  |
| 3 maart Vriendschappelijk № 191 «onderlinge duels» 17:00 uur | Slowakije | 0 – 1                | Noorwegen | Štadión pod Dubňom, Žilina Toeschouwers: 9.756 Scheidsrechter: Bas Nijhuis (NED) |
| 3 maart Vriendschappelijk № 191 «onderlinge duels» 17:00 uur |           | 67' Morten Moldskred |           | Štadión pod Dubňom, Žilina Toeschouwers: 9.756 Scheidsrechter: Bas Nijhuis (NED) |

|                                                             |                  |       |                |                                                                                 |
| 29 mei Vriendschappelijk № 192 «onderlinge duels» 16:00 uur | Slowakije        | 1 – 1 | Kameroen       | Hypo-Arena, Klagenfurt Toeschouwers: 8.000 Scheidsrechter: Harald Lechner (AUT) |
| 29 mei Vriendschappelijk № 192 «onderlinge duels» 16:00 uur | Kamil Kopúnek 5' |       | 82' Eyong Enoh | Hypo-Arena, Klagenfurt Toeschouwers: 8.000 Scheidsrechter: Harald Lechner (AUT) |

|                                                             |                                                                           |       |            |                                                                                        |
| 5 juni Vriendschappelijk № 193 «onderlinge duels» 16:00 uur | Slowakije                                                                 | 3 – 0 | Costa Rica | Štadión Pasienky, Bratislava Toeschouwers: 12.000 Scheidsrechter: Stefan Messner (AUT) |
| 5 juni Vriendschappelijk № 193 «onderlinge duels» 16:00 uur | Douglas Sequeira 16' (e.d.) Róbert Vittek 47' Stanislav Šesták 86' (pen.) |       |            | Štadión Pasienky, Bratislava Toeschouwers: 12.000 Scheidsrechter: Stefan Messner (AUT) |

| WK voetbal 2010 |
| --------------- |

|                                                                 |                    |       |                   |                                                                                           |
| 15 juni WK-eindronde Groep F № 194 «onderlinge duels» 13:30 uur | Nieuw-Zeeland      | 1 – 1 | Slowakije         | Royal Bafokengstadion, Rustenburg Toeschouwers: 23.871 Scheidsrechter: Jerome Damon (RSA) |
| 15 juni WK-eindronde Groep F № 194 «onderlinge duels» 13:30 uur | Winston Reid 90+3' |       | 50' Róbert Vittek | Royal Bafokengstadion, Rustenburg Toeschouwers: 23.871 Scheidsrechter: Jerome Damon (RSA) |

|                                                                 |           |                                       |          |                                                                                       |
| 20 juni WK-eindronde Groep F № 195 «onderlinge duels» 13:30 uur | Slowakije | 0 – 2                                 | Paraguay | Vrystaatstadion, Bloemfontein Toeschouwers: 26.643 Scheidsrechter: Eddy Maillet (SEY) |
| 20 juni WK-eindronde Groep F № 195 «onderlinge duels» 13:30 uur |           | 27' Enrique Vera 86' Cristian Riveros |          | Vrystaatstadion, Bloemfontein Toeschouwers: 26.643 Scheidsrechter: Eddy Maillet (SEY) |

|                                                                 |                                                       |       |                                                |                                                                                |
| 24 juni WK-eindronde Groep F № 196 «onderlinge duels» 16:00 uur | Slowakije                                             | 3 – 2 | Italië                                         | Ellispark, Johannesburg Toeschouwers: 53.412 Scheidsrechter: Howard Webb (ENG) |
| 24 juni WK-eindronde Groep F № 196 «onderlinge duels» 16:00 uur | Róbert Vittek 25' Róbert Vittek 73' Kamil Kopúnek 89' |       | 81' Antonio Di Natale 90+2' Fabio Quagliarella | Ellispark, Johannesburg Toeschouwers: 53.412 Scheidsrechter: Howard Webb (ENG) |

|                                                                        |                                      |       |                            |                                                                                         |
| 28 juni WK-eindronde Achtste finale № 197 «onderlinge duels» 16:00 uur | Nederland                            | 2 – 1 | Slowakije                  | Moses Mabhidastadion, Durban Toeschouwers: 61.962 Scheidsrechter: Alberto Undiano (ESP) |
| 28 juni WK-eindronde Achtste finale № 197 «onderlinge duels» 16:00 uur | Arjen Robben 18' Wesley Sneijder 84' |       | 90+4' (pen.) Róbert Vittek | Moses Mabhidastadion, Durban Toeschouwers: 61.962 Scheidsrechter: Alberto Undiano (ESP) |

|  |  |  |  |  |  |  |  |  |

|                                                                  |                    |       |                    |                                                                                      |
| 11 augustus Vriendschappelijk № 198 «onderlinge duels» 20:30 uur | Slowakije          | 1 – 1 | Kroatië            | Štadión Pasienky, Bratislava Toeschouwers: 6.366 Scheidsrechter: Radek Matějek (CZE) |
| 11 augustus Vriendschappelijk № 198 «onderlinge duels» 20:30 uur | Miroslav Stoch 50' |       | 54' Nikica Jelavić | Štadión Pasienky, Bratislava Toeschouwers: 6.366 Scheidsrechter: Radek Matějek (CZE) |

|                                                                        |                   |       |           |                                                                                          |
| 3 september EK-kwalificatie Groep B № 199 «onderlinge duels» 20:30 uur | Slowakije         | 1 – 0 | Macedonië | Štadión Pasienky, Bratislava Toeschouwers: 5.980 Scheidsrechter: Claudio Circhetta (SUI) |
| 3 september EK-kwalificatie Groep B № 199 «onderlinge duels» 20:30 uur | Filip Hološko 90' |       |           | Štadión Pasienky, Bratislava Toeschouwers: 5.980 Scheidsrechter: Claudio Circhetta (SUI) |

|                                                                        |         |                    |           |                                                                                        |
| 7 september EK-kwalificatie Groep B № 200 «onderlinge duels» 17:00 uur | Rusland | 0 – 1              | Slowakije | Lokomotivstadion, Moskou Toeschouwers: 27.052 Scheidsrechter: Frank De Bleeckere (BEL) |
| 7 september EK-kwalificatie Groep B № 200 «onderlinge duels» 17:00 uur |         | 27' Miroslav Stoch |           | Lokomotivstadion, Moskou Toeschouwers: 27.052 Scheidsrechter: Frank De Bleeckere (BEL) |

|                                                                      |                                                                 |       |                    | |
| 8 oktober EK-kwalificatie Groep B № 201 «onderlinge duels» 18:00 uur | Armenië                                                         | 3 – 1 | Slowakije          | Republikeins Stadion Vazgen Sargsian, Jerevan Toeschouwers: 7.500 Scheidsrechter: Daniele Orsato (ITA) |
| 8 oktober EK-kwalificatie Groep B № 201 «onderlinge duels» 18:00 uur | Joera Movsisjan 22' Gevorg Ghazaryan 50' Henrich Mchitarjan 89' |       | 37' Vladimír Weiss | Republikeins Stadion Vazgen Sargsian, Jerevan Toeschouwers: 7.500 Scheidsrechter: Daniele Orsato (ITA) |

|                                                                       |                |       |                    |                                                                                       |
| 12 oktober EK-kwalificatie Groep B № 202 «onderlinge duels» 20:30 uur | Slowakije      | 1 – 1 | Ierland            | Štadión pod Dubňom, Žilina Toeschouwers: 10.892 Scheidsrechter: Alberto Undiano (ESP) |
| 12 oktober EK-kwalificatie Groep B № 202 «onderlinge duels» 20:30 uur | Ján Ďurica 36' |       | 16' Sean St Ledger | Štadión pod Dubňom, Žilina Toeschouwers: 10.892 Scheidsrechter: Alberto Undiano (ESP) |

|                                                                  |                                  |       |                                                        |                                                                                    |
| 17 november Vriendschappelijk № 203 «onderlinge duels» 16:00 uur | Slowakije                        | 2 – 3 | Bosnië en Herzegovina                                  | Tehelné pole, Bratislava Toeschouwers: 7.822 Scheidsrechter: Tomasz Mikulski (POL) |
| 17 november Vriendschappelijk № 203 «onderlinge duels» 16:00 uur | Filip Šebo 3' Peter Grajciar 63' |       | 28' Haris Međunjanin 50' Miralem Pjanić 60' Edin Džeko | Tehelné pole, Bratislava Toeschouwers: 7.822 Scheidsrechter: Tomasz Mikulski (POL) |

### 2011
|                                                                 |                                       |       |                    |                                                                                     |
| 9 februari Vriendschappelijk № 204 «onderlinge duels» 19:15 uur | Luxemburg                             | 2 – 1 | Slowakije          | Stade Josy Barthel, Luxemburg Toeschouwers: 862 Scheidsrechter: Olivier Thual (FRA) |
| 9 februari Vriendschappelijk № 204 «onderlinge duels» 19:15 uur | Daniel da Mota 60' Daniel da Mota 81' |       | 55' Erik Jendrišek | Stade Josy Barthel, Luxemburg Toeschouwers: 862 Scheidsrechter: Olivier Thual (FRA) |

|                                                                     |         |                |           | |
| 26 maart EK-kwalificatie Groep B № 205 «onderlinge duels» 20:00 uur | Andorra | 0 – 1          | Slowakije | Estadi Comunal d'Andorra la Vella, Andorra la Vella Toeschouwers: 850 Scheidsrechter: Menashe Masiah (ISR) |
| 26 maart EK-kwalificatie Groep B № 205 «onderlinge duels» 20:00 uur |         | 21' Filip Šebo |           | Estadi Comunal d'Andorra la Vella, Andorra la Vella Toeschouwers: 850 Scheidsrechter: Menashe Masiah (ISR) |

|                                                               |                   |       |                                                 |                                                                                               |
| 29 maart Vriendschappelijk № 206 «onderlinge duels» 19:15 uur | Slowakije         | 1 – 2 | Denemarken                                      | Štadión Antona Malatinského, Trnava Toeschouwers: 4.927 Scheidsrechter: David Fernández (ESP) |
| 29 maart Vriendschappelijk № 206 «onderlinge duels» 19:15 uur | Filip Hološko 32' |       | 3' (e.d.) Kornel Saláta 72' Michael Krohn-Dehli | Štadión Antona Malatinského, Trnava Toeschouwers: 4.927 Scheidsrechter: David Fernández (ESP) |

|                                                                   |                     |       |         |                                                                                      |
| 4 juni EK-kwalificatie Groep B № 207 «onderlinge duels» 20:15 uur | Slowakije           | 1 – 0 | Andorra | Štadión Pasienky, Bratislava Toeschouwers: 4.000 Scheidsrechter: Lorenc Jemini (ALB) |
| 4 juni EK-kwalificatie Groep B № 207 «onderlinge duels» 20:15 uur | Miroslav Karhan 63' |       |         | Štadión Pasienky, Bratislava Toeschouwers: 4.000 Scheidsrechter: Lorenc Jemini (ALB) |

|                                                                  |                  |       |                                |                                                                                        |
| 10 augustus Vriendschappelijk № 208 «onderlinge duels» 20:30 uur | Oostenrijk       | 1 – 2 | Slowakije                      | Wörtherseestadion, Klagenfurt Toeschouwers: 13.000 Scheidsrechter: Darko Čeferin (SLO) |
| 10 augustus Vriendschappelijk № 208 «onderlinge duels» 20:30 uur | Erwin Hoffer 62' |       | 21' Juraj Kucka 30' Róbert Jež | Wörtherseestadion, Klagenfurt Toeschouwers: 13.000 Scheidsrechter: Darko Čeferin (SLO) |

|                                                                        |         |       |           |                                                                               |
| 2 september EK-kwalificatie Groep B № 209 «onderlinge duels» 19:45 uur | Ierland | 0 – 0 | Slowakije | Avivastadion, Dublin Toeschouwers: 44.761 Scheidsrechter: Pedro Proença (POR) |
| 2 september EK-kwalificatie Groep B № 209 «onderlinge duels» 19:45 uur |         |       |           | Avivastadion, Dublin Toeschouwers: 44.761 Scheidsrechter: Pedro Proença (POR) |

|                                                                        |           |                                                                                    |         |                                                                                    |
| 6 september EK-kwalificatie Groep B № 210 «onderlinge duels» 20:15 uur | Slowakije | 0 – 4                                                                              | Armenië | Štadión pod Dubňom, Žilina Toeschouwers: 8.000 Scheidsrechter: Marcin Borski (POL) |
| 6 september EK-kwalificatie Groep B № 210 «onderlinge duels» 20:15 uur |           | 57' Joera Movsisjan 70' Henrich Mchitarjan 80' Gevorg Ghazaryan 90' Artur Sarkisov |         | Štadión pod Dubňom, Žilina Toeschouwers: 8.000 Scheidsrechter: Marcin Borski (POL) |

|                                                                      |           |                   |         |                                                                                      |
| 7 oktober EK-kwalificatie Groep B № 211 «onderlinge duels» 20:15 uur | Slowakije | 0 – 1             | Rusland | Štadión pod Dubňom, Žilina Toeschouwers: 10.087 Scheidsrechter: Jonas Eriksson (SWE) |
| 7 oktober EK-kwalificatie Groep B № 211 «onderlinge duels» 20:15 uur |           | 71' Alan Dzagojev |         | Štadión pod Dubňom, Žilina Toeschouwers: 10.087 Scheidsrechter: Jonas Eriksson (SWE) |

|                                                                       |                     |       |                   |                                                                                |
| 11 oktober EK-kwalificatie Groep B № 212 «onderlinge duels» 19:45 uur | Macedonië           | 1 – 1 | Slowakije         | Philip II Arena, Skopje Toeschouwers: 4.100 Scheidsrechter: Tony Chapron (FRA) |
| 11 oktober EK-kwalificatie Groep B № 212 «onderlinge duels» 19:45 uur | Nikolče Noveski 80' |       | 54' Juraj Piroska | Philip II Arena, Skopje Toeschouwers: 4.100 Scheidsrechter: Tony Chapron (FRA) |

### 2012
|                                                                  |                 |       |                                       |                                                                                    |
| 29 februari Vriendschappelijk № 213 «onderlinge duels» 20:30 uur | Turkije         | 1 – 2 | Slowakije                             | Atatürkstadion, Bursa Toeschouwers: 13.000 Scheidsrechter: Thorsten Kinhöfer (GER) |
| 29 februari Vriendschappelijk № 213 «onderlinge duels» 20:30 uur | Ömer Toprak 85' |       | 24' Vladimír Weiss 39' Miroslav Stoch | Atatürkstadion, Bursa Toeschouwers: 13.000 Scheidsrechter: Thorsten Kinhöfer (GER) |

|                                                             |                    |       |           |                                                                                     |
| 26 mei Vriendschappelijk № 214 «onderlinge duels» 16:00 uur | Polen              | 1 – 0 | Slowakije | Wörtherseestadion, Klagenfurt Toeschouwers: 2.200 Scheidsrechter: René Eisner (AUT) |
| 26 mei Vriendschappelijk № 214 «onderlinge duels» 16:00 uur | Damien Perquis 30' |       |           | Wörtherseestadion, Klagenfurt Toeschouwers: 2.200 Scheidsrechter: René Eisner (AUT) |

|                                                             |                                                  |       |           |                                                                                    |
| 30 mei Vriendschappelijk № 215 «onderlinge duels» 20:30 uur | Nederland                                        | 2 – 0 | Slowakije | De Kuip, Rotterdam Toeschouwers: 51.000 Scheidsrechter: Vladislav Bezborodov (RUS) |
| 30 mei Vriendschappelijk № 215 «onderlinge duels» 20:30 uur | Kornel Saláta 7' (e.d.) Rafael van der Vaart 75' |       |           | De Kuip, Rotterdam Toeschouwers: 51.000 Scheidsrechter: Vladislav Bezborodov (RUS) |

|                                                                  |                      |       |                                                        |                                                                                  |
| 15 augustus Vriendschappelijk № 216 «onderlinge duels» 19:15 uur | Denemarken           | 1 – 3 | Slowakije                                              | TRE-FOR Park, Odense Toeschouwers: 9.209 Scheidsrechter: Daniel Stålhammar (SWE) |
| 15 augustus Vriendschappelijk № 216 «onderlinge duels» 19:15 uur | Tobias Mikkelsen 22' |       | 63' Martin Jakubko 72' Marek Hamšík 83' Ľubomír Guldan | TRE-FOR Park, Odense Toeschouwers: 9.209 Scheidsrechter: Daniel Stålhammar (SWE) |

|                                                                        |                     |       |                  |                                                                                  |
| 7 september WK-kwalificatie Groep G № 217 «onderlinge duels» 20:15 uur | Litouwen            | 1 – 1 | Slowakije        | LFF-stadion, Vilnius Toeschouwers: 4.200 Scheidsrechter: Carlos Clos Gómez (ESP) |
| 7 september WK-kwalificatie Groep G № 217 «onderlinge duels» 20:15 uur | Marius Žaliūkas 18' |       | 41' Marek Sapara | LFF-stadion, Vilnius Toeschouwers: 4.200 Scheidsrechter: Carlos Clos Gómez (ESP) |

|                                                                         |                                     |       |               |                                                                                    |
| 11 september WK-kwalificatie Groep G № 218 «onderlinge duels» 20:15 uur | Slowakije                           | 2 – 0 | Liechtenstein | Štadión Pasienky, Bratislava Toeschouwers: 4.500 Scheidsrechter: Simon Evans (WAL) |
| 11 september WK-kwalificatie Groep G № 218 «onderlinge duels» 20:15 uur | Marek Sapara 36' Martin Jakubko 78' |       |               | Štadión Pasienky, Bratislava Toeschouwers: 4.500 Scheidsrechter: Simon Evans (WAL) |

|                                                                       |                                         |       |                               |                                                                                       |
| 12 oktober WK-kwalificatie Groep G № 219 «onderlinge duels» 20:15 uur | Slowakije                               | 2 – 1 | Letland                       | Štadión Pasienky, Bratislava Toeschouwers: 4.012 Scheidsrechter: Danny Makkelie (NED) |
| 12 oktober WK-kwalificatie Groep G № 219 «onderlinge duels» 20:15 uur | Marek Hamšík 6' (pen.) Marek Sapara 10' |       | 84' (pen.) Māris Verpakovskis | Štadión Pasienky, Bratislava Toeschouwers: 4.012 Scheidsrechter: Danny Makkelie (NED) |

|                                                                       |           |                          |             |                                                                                       |
| 16 oktober WK-kwalificatie Groep G № 220 «onderlinge duels» 20:30 uur | Slowakije | 0 – 1                    | Griekenland | Štadión Pasienky, Bratislava Toeschouwers: 4.012 Scheidsrechter: William Collum (SCO) |
| 16 oktober WK-kwalificatie Groep G № 220 «onderlinge duels» 20:30 uur |           | 63' Dimitrios Salpigidis |             | Štadión Pasienky, Bratislava Toeschouwers: 4.012 Scheidsrechter: William Collum (SCO) |

|                                                                  |                                                  |       |           |                                                                                   |
| 13 november Vriendschappelijk № 221 «onderlinge duels» 17:30 uur | Tsjechië                                         | 3 – 0 | Slowakije | Andrův stadion, Olomouc Toeschouwers: 11.464 Scheidsrechter: Harald Lechner (AUT) |
| 13 november Vriendschappelijk № 221 «onderlinge duels» 17:30 uur | David Lafata 3' David Lafata 6' Bořek Dočkal 72' |       |           | Andrův stadion, Olomouc Toeschouwers: 11.464 Scheidsrechter: Harald Lechner (AUT) |

### 2013
|                                                                 |                                          |       |                   |                                                                                  |
| 6 februari Vriendschappelijk № 222 «onderlinge duels» 20:45 uur | België                                   | 2 – 1 | Slowakije         | Jan Breydelstadion, Brugge Toeschouwers: 20.000 Scheidsrechter: Alon Yefet (ISR) |
| 6 februari Vriendschappelijk № 222 «onderlinge duels» 20:45 uur | Eden Hazard 10' (pen.) Dries Mertens 90' |       | 88' Richard Lásik | Jan Breydelstadion, Brugge Toeschouwers: 20.000 Scheidsrechter: Alon Yefet (ISR) |

|                                                                     |                    |       |                     |                                                                                      |
| 22 maart WK-kwalificatie Groep G № 223 «onderlinge duels» 20:10 uur | Slowakije          | 1 – 1 | Litouwen            | Štadión pod Dubňom, Žilina Toeschouwers: 12.000 Scheidsrechter: Michael Oliver (ENG) |
| 22 maart WK-kwalificatie Groep G № 223 «onderlinge duels» 20:10 uur | Martin Jakubko 40' |       | 19' Darvydas Šernas | Štadión pod Dubňom, Žilina Toeschouwers: 12.000 Scheidsrechter: Michael Oliver (ENG) |

|                                                               |           |       |        |                                                                                        |
| 26 maart Vriendschappelijk № 224 «onderlinge duels» 20:00 uur | Slowakije | 0 – 0 | Zweden | Štadión pod Dubňom, Žilina Toeschouwers: 2.000 Scheidsrechter: Gerhard Grobelnik (AUT) |
| 26 maart Vriendschappelijk № 224 «onderlinge duels» 20:00 uur |           |       |        | Štadión pod Dubňom, Žilina Toeschouwers: 2.000 Scheidsrechter: Gerhard Grobelnik (AUT) |

|                                                         |                  |       |                |                                                                                        |
| 7 juni WK-kwalificatie Groep G № 225 «onderlinge duels» | Liechtenstein    | 1 – 1 | Slowakije      | Rheinparkstadion, Vaduz Toeschouwers: 1.623 Scheidsrechter: Markus Strömbergsson (ZWE) |
| 7 juni WK-kwalificatie Groep G № 225 «onderlinge duels» | Marco Büchel 13' |       | 73' Ján Ďurica | Rheinparkstadion, Vaduz Toeschouwers: 1.623 Scheidsrechter: Markus Strömbergsson (ZWE) |

|                                                                  |                   |       |                      |                                                                                 |
| 14 augustus Vriendschappelijk № 227 «onderlinge duels» 20:00 uur | Roemenië          | 1 – 1 | Slowakije            | Arena Națională, Boekarest Toeschouwers: 6.738 Scheidsrechter: Neil Doyle (IRL) |
| 14 augustus Vriendschappelijk № 227 «onderlinge duels» 20:00 uur | Bogdan Stancu 44' |       | 56' Stanislav Šesták | Arena Națională, Boekarest Toeschouwers: 6.738 Scheidsrechter: Neil Doyle (IRL) |

|                                                                        |                       |                     |           |                                                                                |
| 6 september WK-kwalificatie Groep G № 228 «onderlinge duels» 20:15 uur | Bosnië en Herzegovina | 0 – 1               | Slowakije | Bilino Polje, Zenica Toeschouwers: 15.000 Scheidsrechter: Nicola Rizzoli (ITA) |
| 6 september WK-kwalificatie Groep G № 228 «onderlinge duels» 20:15 uur |                       | 77' Viktor Pečovský |           | Bilino Polje, Zenica Toeschouwers: 15.000 Scheidsrechter: Nicola Rizzoli (ITA) |

|                                                               |                  |       |                                      |                                                                                      |
| 10 september WK-kwalificatie Groep G № 229 «onderlinge duels» | Slowakije        | 1 – 2 | Bosnië en Herzegovina                | Štadión pod Dubňom, Žilina Toeschouwers: 9.438 Scheidsrechter: David Fernández (ESP) |
| 10 september WK-kwalificatie Groep G № 229 «onderlinge duels» | Marek Hamšík 42' |       | 70' Ermin Bičakčić 78' Izet Hajrovic | Štadión pod Dubňom, Žilina Toeschouwers: 9.438 Scheidsrechter: David Fernández (ESP) |

|                                                             |                          |       |           |                                                                                               |
| 11 oktober WK-kwalificatie Groep G № 230 «onderlinge duels» | Griekenland              | 1 – 0 | Slowakije | Georgios Karaiskákisstadion, Piraeus Toeschouwers: 21.067 Scheidsrechter: Deniz Aytekin (GER) |
| 11 oktober WK-kwalificatie Groep G № 230 «onderlinge duels» | Martin Škrtel 44' (e.d.) |       |           | Georgios Karaiskákisstadion, Piraeus Toeschouwers: 21.067 Scheidsrechter: Deniz Aytekin (GER) |

|                                                             |                                       |       |                                     |                                                                                |
| 15 oktober WK-kwalificatie Groep G № 231 «onderlinge duels» | Letland                               | 2 – 2 | Slowakije                           | Skontostadion, Rīga Toeschouwers: 3.813 Scheidsrechter: Jevhen Aranovsky (UKR) |
| 15 oktober WK-kwalificatie Groep G № 231 «onderlinge duels» | Valerijs Šabala 47' Renārs Rode 90+2' |       | 9' Martin Jakubko 16' Kornel Saláta | Skontostadion, Rīga Toeschouwers: 3.813 Scheidsrechter: Jevhen Aranovsky (UKR) |

|                                                                  |       |                                |           |                                                                                |
| 15 november Vriendschappelijk № 232 «onderlinge duels» 20:45 uur | Polen | 0 – 2                          | Slowakije | Stadion Miejski, Wrocław Toeschouwers: 40.605 Scheidsrechter: Marco Borg (MLT) |
| 15 november Vriendschappelijk № 232 «onderlinge duels» 20:45 uur |       | 31' Juraj Kucka 39' Róbert Mak |           | Stadion Miejski, Wrocław Toeschouwers: 40.605 Scheidsrechter: Marco Borg (MLT) |

|                                                                  |           |       |           |                                                                           |
| 19 november Vriendschappelijk № 233 «onderlinge duels» 19:30 uur | Gibraltar | 0 – 0 | Slowakije | Estádio Algarve, Faro Toeschouwers: 350 Scheidsrechter: Hugo Miguel (POR) |
| 19 november Vriendschappelijk № 233 «onderlinge duels» 19:30 uur |           |       |           | Estádio Algarve, Faro Toeschouwers: 350 Scheidsrechter: Hugo Miguel (POR) |

### 2014
|                                                              |                  |       |                                                  |                                                                                     |
| 5 maart Vriendschappelijk № 234 «onderlinge duels» 20:00 uur | Israël           | 1 – 3 | Slowakije                                        | Netanjastadion, Netanja Toeschouwers: 6.500 Scheidsrechter: Christian Dingert (GER) |
| 5 maart Vriendschappelijk № 234 «onderlinge duels» 20:00 uur | Maor Buzaglo 80' |       | 37' Martin Jakubko 69' Ján Ďurica 83' Róbert Mak | Netanjastadion, Netanja Toeschouwers: 6.500 Scheidsrechter: Christian Dingert (GER) |

|                                                   |                                         |       |            |                                                                               |
| 23 mei Vriendschappelijk № 235 «onderlinge duels» | Slowakije                               | 2 – 0 | Montenegro | NTC Senec, Senec Toeschouwers: 2.587 Scheidsrechter: Bartosz Frankowski (POL) |
| 23 mei Vriendschappelijk № 235 «onderlinge duels» | Vladimír Weiss 45+1' Erik Jendrišek 85' |       |            | NTC Senec, Senec Toeschouwers: 2.587 Scheidsrechter: Bartosz Frankowski (POL) |

|                                                   |                         |       |           |                                                                                        |
| 26 mei Vriendschappelijk № 236 «onderlinge duels» | Rusland                 | 1 – 0 | Slowakije | Petrovski, Sint-Petersburg Toeschouwers: 12.000 Scheidsrechter: Mark Clattenburg (ENG) |
| 26 mei Vriendschappelijk № 236 «onderlinge duels» | Aleksandr Kerzjakov 82' |       |           | Petrovski, Sint-Petersburg Toeschouwers: 12.000 Scheidsrechter: Mark Clattenburg (ENG) |

|                                                                  |                |       |       |                                                                                       |
| 4 september Vriendschappelijk № 237 «onderlinge duels» 20:00 uur | Slowakije      | 1 – 0 | Malta | Štadión pod Dubňom, Žilina Toeschouwers: 3.509 Scheidsrechter: Miroslav Zelinka (CZE) |
| 4 september Vriendschappelijk № 237 «onderlinge duels» 20:00 uur | Adam Nemec 43' |       |       | Štadión pod Dubňom, Žilina Toeschouwers: 3.509 Scheidsrechter: Miroslav Zelinka (CZE) |

|                                                                        |          |                |           |                                                                                |
| 8 september EK-kwalificatie Groep C № 238 «onderlinge duels» 20:45 uur | Oekraïne | 0 – 1          | Slowakije | NSK Olimpiejsky, Kiev Toeschouwers: 45.000 Scheidsrechter: Craig Thomson (SCO) |
| 8 september EK-kwalificatie Groep C № 238 «onderlinge duels» 20:45 uur |          | 17' Róbert Mak |           | NSK Olimpiejsky, Kiev Toeschouwers: 45.000 Scheidsrechter: Craig Thomson (SCO) |

|                                                                      |                                    |       |                  |                                                                                    |
| 9 oktober EK-kwalificatie Groep C № 239 «onderlinge duels» 20:45 uur | Slowakije                          | 2 – 1 | Spanje           | Štadión pod Dubňom, Žilina Toeschouwers: 9.478 Scheidsrechter: Björn Kuipers (NED) |
| 9 oktober EK-kwalificatie Groep C № 239 «onderlinge duels» 20:45 uur | Juraj Kucka 17' Miroslav Stoch 87' |       | 82' Paco Alcácer | Štadión pod Dubňom, Žilina Toeschouwers: 9.478 Scheidsrechter: Björn Kuipers (NED) |

|                                                                       |                       |       |                                                          |                                                                                 |
| 12 oktober EK-kwalificatie Groep C № 240 «onderlinge duels» 18:00 uur | Wit-Rusland           | 1 – 3 | Slowakije                                                | Borisov Arena, Borisov Toeschouwers: 3.200 Scheidsrechter: Serge Gumienny (BEL) |
| 12 oktober EK-kwalificatie Groep C № 240 «onderlinge duels» 18:00 uur | Tsimafey Kalachow 79' |       | 65' Marek Hamšík 83' Marek Hamšík 90+2' Stanislav Šesták | Borisov Arena, Borisov Toeschouwers: 3.200 Scheidsrechter: Serge Gumienny (BEL) |

|                                                                        |           |                                |           |                                                                                 |
| 15 november EK-kwalificatie Groep C № 241 «onderlinge duels» 20:45 uur | Macedonië | 0 – 2                          | Slowakije | Philip II Arena, Skopje Toeschouwers: 9.000 Scheidsrechter: Pedro Proença (POR) |
| 15 november EK-kwalificatie Groep C № 241 «onderlinge duels» 20:45 uur |           | 25' Juraj Kucka 38' Adam Nemec |           | Philip II Arena, Skopje Toeschouwers: 9.000 Scheidsrechter: Pedro Proença (POR) |

|                                                                  |                                  |       |                            |                                                                                     |
| 18 november Vriendschappelijk № 242 «onderlinge duels» 17:00 uur | Slowakije                        | 2 – 1 | Finland                    | Štadión pod Dubňom, Žilina Toeschouwers: 3.998 Scheidsrechter: Markus Hameter (AUT) |
| 18 november Vriendschappelijk № 242 «onderlinge duels» 17:00 uur | Filip Hološko 1' Marek Hamšík 7' |       | 45+2' (e.d.) Tomáš Hubočan | Štadión pod Dubňom, Žilina Toeschouwers: 3.998 Scheidsrechter: Markus Hameter (AUT) |

### 2015
|                                                                     |                                                     |       |           |                                                                                     |
| 27 maart EK-kwalificatie Groep C № 243 «onderlinge duels» 20:45 uur | Slowakije                                           | 3 – 0 | Luxemburg | Štadión pod Dubňom, Žilina Toeschouwers: 9.524 Scheidsrechter: Stephan Studer (SUI) |
| 27 maart EK-kwalificatie Groep C № 243 «onderlinge duels» 20:45 uur | Adam Nemec 10' Vladimír Weiss 21' Peter Pekarík 40' |       |           | Štadión pod Dubňom, Žilina Toeschouwers: 9.524 Scheidsrechter: Stephan Studer (SUI) |

|                                                     |                 |       |          |                                                                                  |
| 31 maart Vriendschappelijk № 244 «onderlinge duels» | Slowakije       | 1 – 0 | Tsjechië | Štadión pod Dubňom, Žilina Toeschouwers: 10.594 Scheidsrechter: István Vad (HUN) |
| 31 maart Vriendschappelijk № 244 «onderlinge duels» | Ondrej Duda 49' |       |          | Štadión pod Dubňom, Žilina Toeschouwers: 10.594 Scheidsrechter: István Vad (HUN) |

|                                                          |                                   |       |                  |                                                                                   |
| 14 juni EK-kwalificatie Groep C № 245 «onderlinge duels» | Slowakije                         | 2 – 1 | Macedonië        | Štadión pod Dubňom, Žilina Toeschouwers: 10.765 Scheidsrechter: Kenn Hansen (DEN) |
| 14 juni EK-kwalificatie Groep C № 245 «onderlinge duels» | Kornel Saláta 8' Marek Hamšík 38' |       | 69' Arijan Ademi | Štadión pod Dubňom, Žilina Toeschouwers: 10.765 Scheidsrechter: Kenn Hansen (DEN) |

|                                                                        |                                         |       |           |                                                                                          |
| 5 september EK-kwalificatie Groep C № 246 «onderlinge duels» 20:45 uur | Spanje                                  | 2 – 0 | Slowakije | Estadio Carlos Tartiere, Oviedo Toeschouwers: 24.000 Scheidsrechter: Damir Skomina (SLO) |
| 5 september EK-kwalificatie Groep C № 246 «onderlinge duels» 20:45 uur | Jordi Alba 5' Andrés Iniesta 30' (pen.) |       |           | Estadio Carlos Tartiere, Oviedo Toeschouwers: 24.000 Scheidsrechter: Damir Skomina (SLO) |

|                                                                        |           |       |          |                                                                                       |
| 8 september EK-kwalificatie Groep C № 247 «onderlinge duels» 20:45 uur | Slowakije | 0 – 0 | Oekraïne | Štadión pod Dubňom, Žilina Toeschouwers: 10.648 Scheidsrechter: Martin Atkinson (ENG) |
| 8 september EK-kwalificatie Groep C № 247 «onderlinge duels» 20:45 uur |           |       |          | Štadión pod Dubňom, Žilina Toeschouwers: 10.648 Scheidsrechter: Martin Atkinson (ENG) |

|                                                                      |           |                       |             |                                                                                    |
| 9 oktober EK-kwalificatie Groep C № 248 «onderlinge duels» 20:45 uur | Slowakije | 0 – 1                 | Wit-Rusland | Štadión pod Dubňom, Žilina Toeschouwers: 9.859 Scheidsrechter: Hüseyin Göçek (TUR) |
| 9 oktober EK-kwalificatie Groep C № 248 «onderlinge duels» 20:45 uur |           | 34' Stanislav Drahoen |             | Štadión pod Dubňom, Žilina Toeschouwers: 9.859 Scheidsrechter: Hüseyin Göçek (TUR) |

|                                                                       |                                         |       |                                                                   |                                                                                             |
| 12 oktober EK-kwalificatie Groep C № 249 «onderlinge duels» 20:45 uur | Luxemburg                               | 2 – 4 | Slowakije                                                         | Stade Josy Barthel, Luxemburg-Stad Toeschouwers: 2.512 Scheidsrechter: Oliver Drachta (AUT) |
| 12 oktober EK-kwalificatie Groep C № 249 «onderlinge duels» 20:45 uur | Mario Mutsch 61' Lars Gerson 65' (pen.) |       | 24' Marek Hamšík 29' Adam Nemec 30' Róbert Mak 90+1' Marek Hamšík | Stade Josy Barthel, Luxemburg-Stad Toeschouwers: 2.512 Scheidsrechter: Oliver Drachta (AUT) |

|                                                                  |                                                  |       |                                   |                                                                                                 |
| 13 november Vriendschappelijk № 250 «onderlinge duels» 20:45 uur | Slowakije                                        | 3 – 2 | Zwitserland                       | Štadión Antona Malatinského, Trnava Toeschouwers: 17.582 Scheidsrechter: Miroslav Zelinka (CZE) |
| 13 november Vriendschappelijk № 250 «onderlinge duels» 20:45 uur | Michal Ďuriš 39' Michal Ďuriš 48' Róbert Mak 55' |       | 63' Eren Derdiyok 67' Josip Drmić | Štadión Antona Malatinského, Trnava Toeschouwers: 17.582 Scheidsrechter: Miroslav Zelinka (CZE) |

|                                                                  |                                                |       |                       |                                                                                       |
| 17 november Vriendschappelijk № 251 «onderlinge duels» 20:45 uur | Slowakije                                      | 3 – 1 | IJsland               | Štadión pod Dubňom, Žilina Toeschouwers: 5.568 Scheidsrechter: Paweł Raczkowski (POL) |
| 17 november Vriendschappelijk № 251 «onderlinge duels» 20:45 uur | Róbert Mak 58' Róbert Mak 61' Michal Ďuriš 84' |       | 8' Alfreð Finnbogason | Štadión pod Dubňom, Žilina Toeschouwers: 5.568 Scheidsrechter: Paweł Raczkowski (POL) |

### 2016
|                                                     |           |       |         |                                                                                               |
| 25 maart Vriendschappelijk № 252 «onderlinge duels» | Slowakije | 0 – 0 | Letland | Štadión Antona Malatinského, Trnava Toeschouwers: 12.405 Scheidsrechter: Harald Lechner (AUT) |
| 25 maart Vriendschappelijk № 252 «onderlinge duels» |           |       |         | Štadión Antona Malatinského, Trnava Toeschouwers: 12.405 Scheidsrechter: Harald Lechner (AUT) |

|                                                     |                                                |       |                                            |                                                                                   |
| 29 maart Vriendschappelijk № 253 «onderlinge duels» | Ierland                                        | 2 – 2 | Slowakije                                  | Avivastadion, Dublin Toeschouwers: 30.217 Scheidsrechter: Ola Hobber Nilsen (NOR) |
| 29 maart Vriendschappelijk № 253 «onderlinge duels» | Shane Long 22' (pen.) James McClean 24' (pen.) |       | 14' Miroslav Stoch 45' (e.d.) Paul McShane | Avivastadion, Dublin Toeschouwers: 30.217 Scheidsrechter: Ola Hobber Nilsen (NOR) |

|                                                   |                                              |       |                 |                                                                           |
| 27 mei Vriendschappelijk № 254 «onderlinge duels» | Slowakije                                    | 3 – 1 | Georgië         | Renner Arena, Wels Toeschouwers: 782 Scheidsrechter: Oliver Drachta (AUT) |
| 27 mei Vriendschappelijk № 254 «onderlinge duels» | Adam Nemec 5' Adam Nemec 56' Adam Zreľák 70' |       | 71' Levan Kenia | Renner Arena, Wels Toeschouwers: 782 Scheidsrechter: Oliver Drachta (AUT) |

|                                                             |                 |       |                                                   |                                                                               |
| 29 mei Vriendschappelijk № 255 «onderlinge duels» 17:45 uur | Duitsland       | 1 – 3 | Slowakije                                         | WWK ARENA, Augsburg Toeschouwers: 22.100 Scheidsrechter: Serge Gumienny (BEL) |
| 29 mei Vriendschappelijk № 255 «onderlinge duels» 17:45 uur | Mario Gómez 13' |       | 41' Marek Hamšík 44' Michal Ďuriš 52' Juraj Kucka | WWK ARENA, Augsburg Toeschouwers: 22.100 Scheidsrechter: Serge Gumienny (BEL) |

|                                                             |           |       |               |                                                                                              |
| 4 juni Vriendschappelijk № 256 «onderlinge duels» 20:45 uur | Slowakije | 0 – 0 | Noord-Ierland | Štadión Antona Malatinského, Trnava Toeschouwers: 18.111 Scheidsrechter: Radu Petrescu (ROM) |
| 4 juni Vriendschappelijk № 256 «onderlinge duels» 20:45 uur |           |       |               | Štadión Antona Malatinského, Trnava Toeschouwers: 18.111 Scheidsrechter: Radu Petrescu (ROM) |

| EK 2016 |
| ------- |

|                                                                 |                                     |       |                 |                                                                                               |
| 11 juni EK-eindronde Groep B № 257 «onderlinge duels» 18:00 uur | Wales                               | 2 – 1 | Slowakije       | Nouveau Stade Bordeaux, Bordeaux Toeschouwers: 37.831 Scheidsrechter: Svein Oddvar Moen (NOR) |
| 11 juni EK-eindronde Groep B № 257 «onderlinge duels» 18:00 uur | Gareth Bale 10' Hal Robson-Kanu 81' |       | 61' Ondrej Duda | Nouveau Stade Bordeaux, Bordeaux Toeschouwers: 37.831 Scheidsrechter: Svein Oddvar Moen (NOR) |

|                                                                 |                      |       |                                     | |
| 15 juni EK-eindronde Groep B № 258 «onderlinge duels» 15:00 uur | Rusland              | 1 – 2 | Slowakije                           | Grand Stade Lille Métropole, Villeneuve-d'Ascq Toeschouwers: 38.989 Scheidsrechter: Damir Skomina (SLO) |
| 15 juni EK-eindronde Groep B № 258 «onderlinge duels» 15:00 uur | Denis Gloesjakov 80' |       | 32' Vladimír Weiss 45' Marek Hamšík | Grand Stade Lille Métropole, Villeneuve-d'Ascq Toeschouwers: 38.989 Scheidsrechter: Damir Skomina (SLO) |

|                                                                 |           |       |          | |
| 20 juni EK-eindronde Groep B № 259 «onderlinge duels» 21:00 uur | Slowakije | 0 – 0 | Engeland | Stade Geoffroy-Guichard, Saint-Étienne Toeschouwers: 39.051 Scheidsrechter: Carlos Velasco Carballo (ESP) |
| 20 juni EK-eindronde Groep B № 259 «onderlinge duels» 21:00 uur |           |       |          | Stade Geoffroy-Guichard, Saint-Étienne Toeschouwers: 39.051 Scheidsrechter: Carlos Velasco Carballo (ESP) |

|                                                                        |                                                      |       |           | |
| 26 juni EK-eindronde Achtste finale № 260 «onderlinge duels» 18:00 uur | Duitsland                                            | 3 – 0 | Slowakije | Grand Stade Lille Métropole, Villeneuve-d'Ascq Toeschouwers: 44.312 Scheidsrechter: Szymon Marciniak (POL) |
| 26 juni EK-eindronde Achtste finale № 260 «onderlinge duels» 18:00 uur | Jérôme Boateng 8' Mario Gómez 43' Julian Draxler 63' |       |           | Grand Stade Lille Métropole, Villeneuve-d'Ascq Toeschouwers: 44.312 Scheidsrechter: Szymon Marciniak (POL) |

|  |  |  |  |  |  |  |  |  |

|                                                                        |           |                    |          |                                                                                              |
| 4 september WK-kwalificatie Groep F № 261 «onderlinge duels» 20:45 uur | Slowakije | 0 – 1              | Engeland | Štadión Antona Malatinského, Trnava Toeschouwers: 18.111 Scheidsrechter: Milorad Mažić (SRB) |
| 4 september WK-kwalificatie Groep F № 261 «onderlinge duels» 20:45 uur |           | 90+5' Adam Lallana |          | Štadión Antona Malatinského, Trnava Toeschouwers: 18.111 Scheidsrechter: Milorad Mažić (SRB) |

|                                                                      |                    |       |           |                                                                                     |
| 8 oktober WK-kwalificatie Groep F № 262 «onderlinge duels» 18:00 uur | Slovenië           | 1 – 0 | Slowakije | Stožicestadion, Ljubljana Toeschouwers: 10.492 Scheidsrechter: Nicola Rizzoli (ITA) |
| 8 oktober WK-kwalificatie Groep F № 262 «onderlinge duels» 18:00 uur | Rok Kronaveter 74' |       |           | Stožicestadion, Ljubljana Toeschouwers: 10.492 Scheidsrechter: Nicola Rizzoli (ITA) |

|                                                                       |                                              |       |           | |
| 11 oktober WK-kwalificatie Groep F № 263 «onderlinge duels» 20:45 uur | Slowakije                                    | 3 – 0 | Schotland | Štadión Antona Malatinského, Trnava Toeschouwers: 11.098 Scheidsrechter: Markus Strömbergsson (SWE) |
| 11 oktober WK-kwalificatie Groep F № 263 «onderlinge duels» 20:45 uur | Róbert Mak 18' Róbert Mak 56' Adam Nemec 68' |       |           | Štadión Antona Malatinského, Trnava Toeschouwers: 11.098 Scheidsrechter: Markus Strömbergsson (SWE) |

|                                                                        |                                                                   |       |          | |
| 11 november WK-kwalificatie Groep F № 264 «onderlinge duels» 20:45 uur | Slowakije                                                         | 4 – 0 | Litouwen | Štadión Antona Malatinského, Trnava Toeschouwers: 9.653 Scheidsrechter: Anastasios Sidiropoulos (GRE) |
| 11 november WK-kwalificatie Groep F № 264 «onderlinge duels» 20:45 uur | Adam Nemec 12' Juraj Kucka 15' Martin Škrtel 36' Marek Hamšík 86' |       |          | Štadión Antona Malatinského, Trnava Toeschouwers: 9.653 Scheidsrechter: Anastasios Sidiropoulos (GRE) |

|                                                                  |            |       |           |                                                                                  |
| 15 november Vriendschappelijk № 265 «onderlinge duels» 20:45 uur | Oostenrijk | 0 – 0 | Slowakije | Ernst Happelstadion, Wenen Toeschouwers: 14.200 Scheidsrechter: Kevin Blom (NED) |
| 15 november Vriendschappelijk № 265 «onderlinge duels» 20:45 uur |            |       |           | Ernst Happelstadion, Wenen Toeschouwers: 14.200 Scheidsrechter: Kevin Blom (NED) |

### 2017
|                                                                |                 |       |                                                   |                                                                                              |
| 8 januari Vriendschappelijk № 266 «onderlinge duels» 19:30 uur | Slowakije       | 1 – 3 | Oeganda                                           | Armed Forces Stadium, Abu Dhabi Toeschouwers: 4.000 Scheidsrechter: Sultan Al-Marzouqi (VAE) |
| 8 januari Vriendschappelijk № 266 «onderlinge duels» 19:30 uur | Denis Vavro 57' |       | 5' Moses Oloya 14' Farouk Miya 77' Geoffrey Massa | Armed Forces Stadium, Abu Dhabi Toeschouwers: 4.000 Scheidsrechter: Sultan Al-Marzouqi (VAE) |

|                                                                 |           | |        |                                                                                   |
| 12 januari Vriendschappelijk № 267 «onderlinge duels» 20:45 uur | Slowakije | 0 – 6 | Zweden | Sjeik Zayidstadion, Abu Dhabi Scheidsrechter: Isa Abdulla Hasan Mohamed Ali (BHR) |
| 12 januari Vriendschappelijk № 267 «onderlinge duels» 20:45 uur |           | 19' Alexander Isak 51' David Moberg Karlsson 59' Sebastian Andersson 79' Sebastian Andersson 89' Per Frick 90+2' Saman Ghoddos |        | Sjeik Zayidstadion, Abu Dhabi Scheidsrechter: Isa Abdulla Hasan Mohamed Ali (BHR) |

|                                                                     |                        |       |                                                 |                                                                                 |
| 26 maart WK-kwalificatie Groep F № 268 «onderlinge duels» 20:45 uur | Malta                  | 1 – 3 | Slowakije                                       | Ta' Qalistadion, Attard Toeschouwers: 4.980 Scheidsrechter: Ali Palabıyık (TUR) |
| 26 maart WK-kwalificatie Groep F № 268 «onderlinge duels» 20:45 uur | Jean Paul Farrugia 14' |       | 2' Vladimír Weiss 41' Jan Gregus 84' Adam Nemec | Ta' Qalistadion, Attard Toeschouwers: 4.980 Scheidsrechter: Ali Palabıyık (TUR) |

|                                                                    |                         |       |                                     |                                                                             |
| 10 juni WK-kwalificatie Groep F № 269 «onderlinge duels» 20:45 uur | Litouwen                | 1 – 2 | Slowakije                           | LFF-stadion, Vilnius Toeschouwers: 4.800 Scheidsrechter: Manuel Gräfe (GER) |
| 10 juni WK-kwalificatie Groep F № 269 «onderlinge duels» 20:45 uur | Arvydas Novikovas 90+3' |       | 32' Vladimír Weiss 58' Marek Hamšík | LFF-stadion, Vilnius Toeschouwers: 4.800 Scheidsrechter: Manuel Gräfe (GER) |

|                                                                        |                |       |          | |
| 1 september WK-kwalificatie Groep F № 270 «onderlinge duels» 20:45 uur | Slowakije      | 1 – 0 | Slovenië | Štadión Antona Malatinského, Trnava Toeschouwers: 16.896 Scheidsrechter: Antonio Mateu Lahoz (ESP) |
| 1 september WK-kwalificatie Groep F № 270 «onderlinge duels» 20:45 uur | Adam Nemec 81' |       |          | Štadión Antona Malatinského, Trnava Toeschouwers: 16.896 Scheidsrechter: Antonio Mateu Lahoz (ESP) |

|                                                                        |                                   |       |                      |                                                                                   |
| 4 september WK-kwalificatie Groep F № 271 «onderlinge duels» 20:45 uur | Engeland                          | 2 – 1 | Slowakije            | Wembley Stadium, Londen Toeschouwers: 67.823 Scheidsrechter: Clément Turpin (FRA) |
| 4 september WK-kwalificatie Groep F № 271 «onderlinge duels» 20:45 uur | Eric Dier 37' Marcus Rashford 59' |       | 3' Stanislav Lobotka | Wembley Stadium, Londen Toeschouwers: 67.823 Scheidsrechter: Clément Turpin (FRA) |

|                                                                      |                          |       |           |                                                                                |
| 5 oktober WK-kwalificatie Groep F № 272 «onderlinge duels» 20:45 uur | Schotland                | 1 – 0 | Slowakije | Hampden Park, Glasgow Toeschouwers: 46.733 Scheidsrechter: Milorad Mažić (SRB) |
| 5 oktober WK-kwalificatie Groep F № 272 «onderlinge duels» 20:45 uur | Martin Škrtel 89' (e.d.) |       |           | Hampden Park, Glasgow Toeschouwers: 46.733 Scheidsrechter: Milorad Mažić (SRB) |

|                                                                      |                                               |       |       |                                                                                                |
| 8 oktober WK-kwalificatie Groep F № 273 «onderlinge duels» 18:00 uur | Slowakije                                     | 3 – 0 | Malta | Štadión Antona Malatinského, Trnava Toeschouwers: 17.774 Scheidsrechter: Paolo Mazzoleni (ITA) |
| 8 oktober WK-kwalificatie Groep F № 273 «onderlinge duels» 18:00 uur | Adam Nemec 33' Adam Nemec 62' Ondrej Duda 69' |       |       | Štadión Antona Malatinského, Trnava Toeschouwers: 17.774 Scheidsrechter: Paolo Mazzoleni (ITA) |

|                                                                  |                                              |       |                   |                                                                              |
| 10 november Vriendschappelijk № 274 «onderlinge duels» 20:00 uur | Oekraïne                                     | 2 – 1 | Slowakije         | Arena Lviv, Lviv Toeschouwers: 30.500 Scheidsrechter: Andris Treimanis (LAT) |
| 10 november Vriendschappelijk № 274 «onderlinge duels» 20:00 uur | Andriy Yarmolenko 39' Jevhen Konopljanka 54' |       | 10' Lukáš Štetina | Arena Lviv, Lviv Toeschouwers: 30.500 Scheidsrechter: Andris Treimanis (LAT) |

|                                                                  |                         |       |           |                                                                                           |
| 14 november Vriendschappelijk № 275 «onderlinge duels» 18:00 uur | Slowakije               | 1 – 0 | Noorwegen | Štadión Antona Malatinského, Trnava Toeschouwers: 5.973 Scheidsrechter: Ádám Farkas (HUN) |
| 14 november Vriendschappelijk № 275 «onderlinge duels» 18:00 uur | Stanislav Lobotka 90+3' |       |           | Štadión Antona Malatinského, Trnava Toeschouwers: 5.973 Scheidsrechter: Ádám Farkas (HUN) |

### 2018
|                                                               |                  |       |                                      |                                                                                       |
| 22 maart Vriendschappelijk № 276 «onderlinge duels» 18:30 uur | V.A.E.           | 1 – 2 | Slowakije                            | Rajamangalastadion, Bangkok Toeschouwers: 8.630 Scheidsrechter: Gopala Krishnan (SIN) |
| 22 maart Vriendschappelijk № 276 «onderlinge duels» 18:30 uur | Ahmed Khalil 74' |       | 42' Albert Rusnák 45+3' Michal Ďuriš | Rajamangalastadion, Bangkok Toeschouwers: 8.630 Scheidsrechter: Gopala Krishnan (SIN) |

|                                                               |                                             |       |                                                 |                                                                                       |
| 25 maart Vriendschappelijk № 277 «onderlinge duels» 18:30 uur | Thailand                                    | 2 – 3 | Slowakije                                       | Rajamangalastadion, Bangkok Toeschouwers: 45.425 Scheidsrechter: Suhaizi Shukri (MAS) |
| 25 maart Vriendschappelijk № 277 «onderlinge duels» 18:30 uur | Jakkraphan Kaewprom 41' Pansa Hemviboon 79' |       | 10' Ondrej Duda 34' Róbert Mak 67' Erik Pačinda | Rajamangalastadion, Bangkok Toeschouwers: 45.425 Scheidsrechter: Suhaizi Shukri (MAS) |

|                                                             |               |       |                   |                                                                                                   |
| 31 mei Vriendschappelijk № 278 «onderlinge duels» 20:45 uur | Slowakije     | 1 – 1 | Nederland         | Štadión Antona Malatinského, Trnava Toeschouwers: 15.432 Scheidsrechter: Bartosz Frankowski (POL) |
| 31 mei Vriendschappelijk № 278 «onderlinge duels» 20:45 uur | Adam Nemec 8' |       | 59' Quincy Promes | Štadión Antona Malatinského, Trnava Toeschouwers: 15.432 Scheidsrechter: Bartosz Frankowski (POL) |

|                                                             |                                        |       |                |                                                                                 |
| 4 juni Vriendschappelijk № 279 «onderlinge duels» 20:00 uur | Marokko                                | 2 – 1 | Slowakije      | Stade de Genève, Lancy Toeschouwers: 7.000 Scheidsrechter: Lionel Tschudi (SUI) |
| 4 juni Vriendschappelijk № 279 «onderlinge duels» 20:00 uur | Ayoub El Kaabi 64' Younès Belhanda 74' |       | 59' Ján Greguš | Stade de Genève, Lancy Toeschouwers: 7.000 Scheidsrechter: Lionel Tschudi (SUI) |

|                                                                  |                                                       |       |            |                                                                                                 |
| 5 september Vriendschappelijk № 280 «onderlinge duels» 20:45 uur | Slowakije                                             | 3 – 0 | Denemarken | Štadión Antona Malatinského, Trvana Toeschouwers: 6.432 Scheidsrechter: Julian Weinberger (AUT) |
| 5 september Vriendschappelijk № 280 «onderlinge duels» 20:45 uur | Adam Nemec 11' Albert Rusnák 37' Adam Fogt 79' (e.d.) |       |            | Štadión Antona Malatinského, Trvana Toeschouwers: 6.432 Scheidsrechter: Julian Weinberger (AUT) |

|                                                                             |                              |       |           |                                                                                |
| 9 september UEFA Nations League Groep B1 № 281 «onderlinge duels» 15:00 uur | Oekraïne                     | 1 – 0 | Slowakije | Arena Lviv, Lviv Toeschouwers: 0 Scheidsrechter: Anastasios Sidiropoulos (GRE) |
| 9 september UEFA Nations League Groep B1 № 281 «onderlinge duels» 15:00 uur | Andrij Jarmolenko 80' (pen.) |       |           | Arena Lviv, Lviv Toeschouwers: 0 Scheidsrechter: Anastasios Sidiropoulos (GRE) |

|                                                                            |                  |       |                                        |                                                                                              |
| 13 oktober UEFA Nations League Groep B1 № 282 «onderlinge duels» 15:00 uur | Slowakije        | 1 – 2 | Tsjechië                               | Štadión Antona Malatinského, Trnava Toeschouwers: 17.251 Scheidsrechter: Slavko Vinčić (SLO) |
| 13 oktober UEFA Nations League Groep B1 № 282 «onderlinge duels» 15:00 uur | Marek Hamšík 62' |       | 52' Michael Krmenčík 76' Patrik Schick | Štadión Antona Malatinského, Trnava Toeschouwers: 17.251 Scheidsrechter: Slavko Vinčić (SLO) |

|                                                                 |                   |       |                   |                                                                             |
| 16 oktober Vriendschappelijk № 283 «onderlinge duels» 20:45 uur | Zweden            | 1 – 1 | Slowakije         | Friends Arena, Solna Toeschouwers: 9.876 Scheidsrechter: Jakob Kehlet (DEN) |
| 16 oktober Vriendschappelijk № 283 «onderlinge duels» 20:45 uur | John Guidetti 52' |       | 84' Albert Rusnák | Friends Arena, Solna Toeschouwers: 9.876 Scheidsrechter: Jakob Kehlet (DEN) |

|                                                                             |                                                                 |       |                        |                                                                                                |
| 16 november UEFA Nations League Groep B1 № 284 «onderlinge duels» 20:45 uur | Slowakije                                                       | 4 – 1 | Oekraïne               | Štadión Antona Malatinského, Trnava Toeschouwers: 9.764 Scheidsrechter: Nikola Dabanović (MNE) |
| 16 november UEFA Nations League Groep B1 № 284 «onderlinge duels» 20:45 uur | Albert Rusnák 6' Juraj Kucka 26' Adam Zreľák 52' Róbert Mak 61' |       | 47' Jevhen Konopljanka | Štadión Antona Malatinského, Trnava Toeschouwers: 9.764 Scheidsrechter: Nikola Dabanović (MNE) |

|                                                                             |                   |       |           |                                                                                  |
| 19 november UEFA Nations League Groep B1 № 285 «onderlinge duels» 15:00 uur | Tsjechië          | 1 – 0 | Slowakije | Eden Aréna, Praag Toeschouwers: 16.623 Scheidsrechter: Alejandro Hernández (ESP) |
| 19 november UEFA Nations League Groep B1 № 285 «onderlinge duels» 15:00 uur | Patrik Schick 32' |       |           | Eden Aréna, Praag Toeschouwers: 16.623 Scheidsrechter: Alejandro Hernández (ESP) |

### 2019
|                                                                     |                                   |       |           | |
| 21 maart EK-kwalificatie Groep E № 286 «onderlinge duels» 20:45 uur | Slowakije                         | 2 – 0 | Hongarije | Štadión Antona Malatinského, Trnava Toeschouwers: 14.235 Scheidsrechter: Vladislav Bezborodov (RUS) |
| 21 maart EK-kwalificatie Groep E № 286 «onderlinge duels» 20:45 uur | Ondrej Duda 42' Albert Rusnák 85' |       |           | Štadión Antona Malatinského, Trnava Toeschouwers: 14.235 Scheidsrechter: Vladislav Bezborodov (RUS) |

|                                                                     |                 |       |           |                                                                                       |
| 24 maart EK-kwalificatie Groep E № 287 «onderlinge duels» 20:45 uur | Wales           | 1 – 0 | Slowakije | Cardiff City Stadium, Cardiff Toeschouwers: 31.617 Scheidsrechter: Felix Zwayer (GER) |
| 24 maart EK-kwalificatie Groep E № 287 «onderlinge duels» 20:45 uur | Daniel James 5' |       |           | Cardiff City Stadium, Cardiff Toeschouwers: 31.617 Scheidsrechter: Felix Zwayer (GER) |

|                                                             |                                                                                                 |       |                     |                                                                                             |
| 7 juni Vriendschappelijk № 288 «onderlinge duels» 20:30 uur | Slowakije                                                                                       | 5 – 1 | Jordanië            | Štadión Antona Malatinského, Trnava Toeschouwers: 3.454 Scheidsrechter: Tomasz Musiał (POL) |
| 7 juni Vriendschappelijk № 288 «onderlinge duels» 20:30 uur | Lukáš Haraslín 50' Martin Chrien 55' Ján Greguš 71' (pen.) Samuel Mráz 74' Jaroslav Mihalík 84' |       | 39' Musa Al-Taamari | Štadión Antona Malatinského, Trnava Toeschouwers: 3.454 Scheidsrechter: Tomasz Musiał (POL) |

|                                                                    |                    |       |                                                                                         |                                                                            |
| 11 juni EK-kwalificatie Groep E № 289 «onderlinge duels» 18:00 uur | Azerbeidzjan       | 1 – 5 | Slowakije                                                                               | Bakcell Arena, Bakoe Toeschouwers: 8.200 Scheidsrechter: John Beaton (SCO) |
| 11 juni EK-kwalificatie Groep E № 289 «onderlinge duels» 18:00 uur | Ramil Şeydayev 29' |       | 8' Stanislav Lobotka 27' Juraj Kucka 30' Marek Hamšík 57' Marek Hamšík 85' Dávid Hancko | Bakcell Arena, Bakoe Toeschouwers: 8.200 Scheidsrechter: John Beaton (SCO) |

|                                                                        |           |                                                                        |         |                                                                                            |
| 6 september EK-kwalificatie Groep E № 290 «onderlinge duels» 20:45 uur | Slowakije | 0 – 4                                                                  | Kroatië | Štadión Antona Malatinského, Trnava Toeschouwers: 18.098 Scheidsrechter: Felix Brych (GER) |
| 6 september EK-kwalificatie Groep E № 290 «onderlinge duels» 20:45 uur |           | 45' Nikola Vlašić 46' Ivan Perišić 72' Bruno Petković 89' Dejan Lovren |         | Štadión Antona Malatinského, Trnava Toeschouwers: 18.098 Scheidsrechter: Felix Brych (GER) |

|                                                                        |                        |       |                                   |                                                                                          |
| 9 september EK-kwalificatie Groep E № 291 «onderlinge duels» 20:45 uur | Hongarije              | 1 – 2 | Slowakije                         | Groupama Arena, Boedapest Toeschouwers: 21.700 Scheidsrechter: Antonio Mateu Lahoz (ESP) |
| 9 september EK-kwalificatie Groep E № 291 «onderlinge duels» 20:45 uur | Dominik Szoboszlai 50' |       | 40' Róbert Mak 56' Róbert Boženík | Groupama Arena, Boedapest Toeschouwers: 21.700 Scheidsrechter: Antonio Mateu Lahoz (ESP) |

|                                                                       |                 |       |                   | |
| 10 oktober EK-kwalificatie Groep E № 292 «onderlinge duels» 20:45 uur | Slowakije       | 1 – 1 | Wales             | Štadión Antona Malatinského, Trnava Toeschouwers: 18.071 Scheidsrechter: Carlos del Cerro Grande (ESP) |
| 10 oktober EK-kwalificatie Groep E № 292 «onderlinge duels» 20:45 uur | Juraj Kucka 53' |       | 25' Kieffer Moore | Štadión Antona Malatinského, Trnava Toeschouwers: 18.071 Scheidsrechter: Carlos del Cerro Grande (ESP) |

|                                                                 |                    |       |                       |                                                                                               |
| 13 oktober Vriendschappelijk № 293 «onderlinge duels» 20:45 uur | Slowakije          | 1 – 1 | Paraguay              | Národný futbalový štadión, Bratislava Toeschouwers: 6.669 Scheidsrechter: Slavko Vinčić (SLO) |
| 13 oktober Vriendschappelijk № 293 «onderlinge duels» 20:45 uur | Róbert Boženík 59' |       | 85' Alejandro Gamarra | Národný futbalový štadión, Bratislava Toeschouwers: 6.669 Scheidsrechter: Slavko Vinčić (SLO) |

|                                                                        |                                                       |       |                    |                                                                                   |
| 16 november EK-kwalificatie Groep E № 294 «onderlinge duels» 20:45 uur | Kroatië                                               | 3 – 1 | Slowakije          | Stadion Rujevica, Rijeka Toeschouwers: 8.279 Scheidsrechter: Clément Turpin (FRA) |
| 16 november EK-kwalificatie Groep E № 294 «onderlinge duels» 20:45 uur | Nikola Vlašić 56' Bruno Petković 60' Ivan Perišić 74' |       | 32' Róbert Boženík | Stadion Rujevica, Rijeka Toeschouwers: 8.279 Scheidsrechter: Clément Turpin (FRA) |

|                                                                        |                                     |       |              |                                                                                             |
| 19 november EK-kwalificatie Groep E № 295 «onderlinge duels» 20:45 uur | Slowakije                           | 2 – 0 | Azerbeidzjan | Štadión Antona Malatinského, Trnava Toeschouwers: 7.825 Scheidsrechter: Sergiej Bojko (UKR) |
| 19 november EK-kwalificatie Groep E № 295 «onderlinge duels» 20:45 uur | Róbert Boženík 19' Marek Hamšík 86' |       |              | Štadión Antona Malatinského, Trnava Toeschouwers: 7.825 Scheidsrechter: Sergiej Bojko (UKR) |

SFZ · A-internationals · Bondscoaches · Statistieken · Slowaaks vrouwenelftal · Olympisch elftal · Slowakije U21 · Slowakije U20 · Slowakije U19 · Slowakije U18 · Slowakije U17 · Slowakije U16
1939 – 1944 · 1992 – 1999 · 2000 – 2009 · 2010 – 2019 · 2020 − 2029
EK's: 2016 · 2020 · 2024
WK's: 2010
OS: 2000
1939 · 1940 · 1941 · 1942 · 1943 · 1944 · 1945–1991 · 1992 · 1993 · 1994 · 1995 · 1996 · 1997 · 1998 · 1999 · 2000 · 2001 · 2002 · 2003 · 2004 · 2005 · 2006 · 2007 · 2008 · 2009 · 2010 · 2011 · 2012 · 2013 · 2014 · 2015 · 2016 · 2017 · 2018 · 2019 · 2020 · 2021
Algerije · 
Andorra · 
Argentinië ·
Armenië · 
Australië · 
Azerbeidzjan · 
België · 
Bolivia · 
Bosnië en Herzegovina · 
Brazilië · 
Bulgarije · 
Chili · 
Colombia · 
Costa Rica · 
Cyprus · 
Denemarken · 
Duitsland · 
Egypte · 
Engeland · 
Estland · 
Faeröer · 
 Finland · 
Frankrijk · 
Georgië · 
Gibraltar · 
Griekenland · 
Guatemala · 
Hongarije · 
Ierland · 
IJsland · 
Iran · 
Israël · 
Italië · 
Japan · 
Joegoslavië · 
Jordanië · 
Kameroen · 
Kazachstan ·
Koeweit ·
Kroatië · 
Letland · 
Libanon ·
Liechtenstein · 
Litouwen ·
Luxemburg · 
Malta · 
Marokko · 
Mexico ·
Moldavië · 
Montenegro ·
Nederland · 
Nieuw-Zeeland · 
Noord-Ierland ·
Noord-Macedonië ·
Noorwegen ·
Oeganda · 
Oekraïne · 
Oezbekistan · 
Oostenrijk · 
Paraguay · 
Peru · 
Polen · 
Portugal · 
Roemenië · 
Rusland · 
San Marino · 
Saoedi-Arabië · 
Schotland · 
Servië en Montenegro ·
Slovenië · 
Spanje · 
Thailand · 
Tsjechië · 
Turkije · 
Verenigde Arabische Emiraten · 
Verenigde Staten · 
Wales · 
Wit-Rusland · 
Zuid-Korea · 
Zweden · 
Zwitserland
Engeland (2016) ·
Nieuw-Zeeland (2010) · 
Polen (2021) · 
Rusland (2016) · 
Spanje (2021) · 
Wales (2016) · 
Zweden (2021)
AFC-zone: Afghanistan · Australië · Bahrein · Bangladesh · Bhutan · Brunei · Cambodja · China · Chinees Taipei · Filipijnen · Guam · Hongkong · India · Indonesië · Iran · Irak · Japan · Jemen · Jordanië · Koeweit · Kirgizië · Laos · Libanon · Macau · Maleisië · Maldiven · Mongolië · Myanmar · Nepal · Noord-Korea · Oezbekistan · Oman · Oost-Timor · Pakistan · Palestina · Qatar · Saoedi-Arabië · Singapore · Sri Lanka · Syrië · Tadjikistan · Thailand · Turkmenistan · Verenigde Arabische Emiraten · Vietnam · Zuid-Korea

CAF-zone: Algerije · Angola · Benin · Botswana · Burkina Faso · Burundi · Centraal-Afrikaanse Republiek · Comoren · Congo-Brazzaville · Congo-Kinshasa · Djibouti · Egypte · Equatoriaal-Guinea · Eritrea · Ethiopië · Gabon · Gambia · Ghana · Guinee · Guinee-Bissau · Ivoorkust · Kaapverdië · Kameroen · Kenia · Lesotho · Liberia · Libië · Madagaskar · Malawi · Mali · Mauritanië · Mauritius · Marokko · Mozambique · Namibië · Niger · Nigeria · Oeganda · Rwanda · Sao Tomé en Principe · Senegal · Seychellen · Sierra Leone · Soedan · Somalië · Swaziland · Tanzania · Togo · Tsjaad · Tunesië · Zambia · Zimbabwe · Zuid-Afrika · Zuid-Soedan 

CONCACAF-zone: Amerikaanse Maagdeneilanden · Anguilla · Antigua en Barbuda · Aruba · Bahama's · Barbados · Belize · Bermuda · Britse Maagdeneilanden · Canada · Kaaimaneilanden · Costa Rica · Cuba · Curaçao · Dominica · Dominicaanse Republiek · El Salvador · Frans Guyana · Grenada · Guadeloupe · Guatemala · Guyana · Haïti · Honduras · Jamaica · Martinique · Mexico · Montserrat · 
Nicaragua · Panama · Puerto Rico · Saint Kitts en Nevis · Saint Lucia · Saint Vincent en de Grenadines · Sint Maarten · Suriname · Trinidad en Tobago · Turks- en Caicoseilanden · Verenigde Staten

CONMEBOL-zone: Argentinië · Bolivia · Brazilië · Chili · Colombia · Ecuador · Paraguay · Peru · Uruguay · Venezuela

OFC-zone: Amerikaans-Samoa · Cookeilanden · Fiji · Nieuw-Caledonië · Nieuw-Zeeland · Papoea-Nieuw-Guinea · Samoa · Salomoneilanden · Tahiti · Tonga · Vanuatu

UEFA-zone: Albanië · Andorra · Armenië · Azerbeidzjan · België · Bosnië en Herzegovina · Bulgarije · Cyprus · Denemarken · Duitsland · Engeland · Estland · Faeröer · Finland · Frankrijk · Georgië · Gibraltar · Griekenland · Hongarije · IJsland · Ierland · Israël · Italië · Kazachstan · Kosovo · Kroatië · Letland · Liechtenstein · Litouwen · Luxemburg · Macedonië · Malta · Moldavië · Montenegro · Nederland · Noord-Ierland · Noorwegen · Oekraïne · Oostenrijk · Polen · Portugal · Roemenië · Rusland · San Marino · Schotland · Servië · Slovenië · Slowakije · Spanje · Tsjechië · Turkije · Wales · Wit-Rusland · Zweden · Zwitserland